# Реггвид (конунг Гардарики)
Реггвид (др.-исл. Hreggviðr) — в сагах о Хрольве Пешеходе имя легендарного конунга Гардарики и Хольмгарда. Также имя его внука, сына Ингегерд (дочери Старшего Реггвида) и Хрольва Пешехода.

## В сагах
Согласно сагам Реггвид старший правил в Хольмгарде в Гардарики, много воевал, подчинил себе «земли по реке Дюне, которая течёт в Гардарики», занимался морским разбоем, семь лет отсутствовал, покорил себе многие земли в Аустррики («Восточном королевстве»). Также ему принадлежали Кенугард, город Алаборг и страна Эрмионов, по соседству с Йотунхеймом (страной великанов). В Алуборге правил наместник Гримм Больной, который совершал набеги на Швецию, но шведский конунг Эйрик отражал набеги.
Женой Реггвида была «дочь великого рода», а единственной дочерью — Ингегерд, которая вышла за Хрольва Пешехода и родила от него сына, названного в честь деда «Реггвидом». По некоторым версиям Реггвид Старший погиб при нападении шведского конунга Эйрика, который наложил дань на его дочь Ингегерд.

## Хрольв Пешеход и Реггвид Младший
Отпор шведам был организован и осуществлён Хрольвом Пешеходом. После смерти Старшего Реггвида Хрольв унаследовал его владения, а после Хрольва власть перешла к его сыну Реггвиду Младшему, про которого сказано, что он «был важный, правил в Гардарики достойно, ходил в поход по Аустрвегу».

## Исторические события, отражённые в Саге о Хрольве Пешеходе
В Саге о Хрольве Пешеходе исследователи видят смешение различных мотивов, в том числе, имеющих истоки в реальных исторических событиях. Нападение легендарного Эйрика (в саге мог отразиться образ одного из многочисленных носителей имени «Эрик» из полулегендарной шведской династии Мунсё) на Гардарики связывают[кто?] с набегом исторического норвежского ярла Эйрика (бывшего в 995—1000 годах в Швеции) на Ладогу около 997 года, имя принцессы «Ингигерд» идентично имени жены Ярослава Мудрого, мотив правления Хрольва в Гардарики предполагают[кто?] заимствованным из рассказов о Роллоне, основавшем Нормандию в 911 году.